# Winterstown (Pensilvania)
Winterstown es un borough ubicado en el condado de York en el estado estadounidense de Pensilvania. En el año 2000 tenía una población de 546 habitantes y una densidad poblacional de 90.4 personas por km².

## Geografía
Winterstown se encuentra ubicado en las coordenadas 39°50′25″N 76°37′27″O / 39.84028, -76.62417.

## Demografía
Según la Oficina del Censo en 2000 los ingresos medios por hogar en la localidad eran de $45,625 y los ingresos medios por familia eran $47,917. Los hombres tenían unos ingresos medios de $33,523 frente a los $23,583 para las mujeres. La renta per cápita para la localidad era de $19,934. Alrededor del 4.6% de la población estaba por debajo del umbral de pobreza.